# Helle kommun
Helle kommun var en kommun i Ribe amt i västra Danmark. Sedan kommunreformen i Danmark 2007 ingår huvuddelen av kommunen i Varde kommun, medan byn Grimstrup fördes till Esbjergs kommun.